# 舞え!KAGURA姫
『舞え!KAGURA姫』（まえ カグラひめ）は、広島発地域ドラマとしてNHK BSプレミアムにて2016年11月30日の22:00 - 22:59（JST）に放送された日本のテレビドラマ。主演は葵わかな。
葵がヒロインを務めるNHK連続テレビ小説『わろてんか』の放送に先立ち、NHK総合にて中国地方のみ2017年9月29日の19:30 - 20:29に、全国放送で10月1日の16:55 - 17:54に再放送された。

## 概要
全国各地で古来よりさまざまな形で伝承されてきた伝統芸能の神楽をテーマとした青春ドラマで、オール広島ロケにて撮影された。広島では神楽は「カープに負けないくらい」愛されており、特に広島北部に伝わる神楽は豪華絢爛でエンタテインメント性豊かなことを特徴としていて、主演の葵わかなをはじめ出演者は稽古を経て舞のシーンをすべて吹き替えなしで自ら演じている。
歌舞伎役者の中村梅丸は本作が映像作品への初出演となる。

## あらすじ
母の離婚を機に東京から母の故郷である広島に引っ越した高校2年生の咲子は、転校先の高校で珠希と友だちになったこときっかけに江戸時代から地域に伝わる伝統芸能・神楽の世界に出会う。神楽部の憧れの先輩・道郎や同級生・司とともに夏の「神楽甲子園」を目指して切磋琢磨する中で、自分の気持ちを口にしない性格だった咲子は本当の自分に気づき、自らの殻を打ち破っていく。

## 登場人物
児玉 咲子（こだま さくこ）
演 - 葵わかな
衣川高校の特進コース2年生。
両親の離婚を機に母の故郷である広島に東京から転居し、神楽と出会う。
美川 珠希（みかわ たまき）
演 - 中村ゆりか
衣川高校の2年生。
ヤンチャグループのリーダーで、幼い頃より神楽に慣れ親しみ、思いを寄せる道郎のため咲子を神楽の世界へ誘う。
鹿島 道郎（かしま みちろう）
演 - 中村梅丸
衣川高校の3年生。神楽部の部長。
咲子の祖父に憧れて神楽を始め、孫の咲子を神楽部に勧誘する。咲子の憧れの先輩となる。
桑畑 司（くわばたけ つかさ）
演 - 加藤諒
衣川高校の特進コース2年生。咲子のクラスメート。
いじられキャラで、幼い頃より神楽に親しみ、密かに珠希に思いを寄せる。
原 宏巳（はら ひろみ）
演 - マキタスポーツ
郵便局員。
南福神楽団の副団長で、神楽部の影の顧問。
児玉 マチ子（こだま まちこ）
演 - 角替和枝
咲子の祖母。美土里の母。
広島の神楽を守るために生きた夫の久信を献身的に支えた。
児玉 美土里（こだま みどり）
演 - 大塚寧々
咲子の母。
夫との離婚を機に咲子とともに故郷の広島に戻る。

## スタッフ
- 脚本 - 櫻井剛
- 音楽 - 富貴晴美
- 撮影協力 - 広島県、安芸高田市、安芸太田町、北広島町、三次市、広島県立吉田高等学校、神楽門前湯治村、三次ケーブルビジョン
- 制作統括 - 大久保幸治（NHK広島放送局）
- プロデューサー - 大橋守
- 演出 - 押田友太（NHK広島放送局）
- 制作・著作 - NHK広島放送局

## 関連番組
- シリーズ『舞え!KAGURA人』（2016年11月14日 - 30日、NHK総合〈広島県内向け〉、11月12日 - 、NHK BSプレミアム）
  - 俺たちの学舎〜安芸太田町・松原神楽団〜
  - ふるさとの仲間と〜三次市 横谷神楽団〜
  - 舞に恋して〜安芸高田市 高猿神楽団〜
  - 神楽少年の夢 広島市
  - つながる音色〜廿日市市 河津原神楽団〜
  - 舞い手の思いをつなぐ〜北広島町 神楽面師〜
  - 団長先生が育む“芽”〜北広島町 新庄保育所〜
  - また舞える日まで〜北広島町 田原神楽団〜
  - WHAT IS KAGURA?
  - HOW TO KAGURA“所作編”
  - HOW TO KAGURA“奏楽編”